# Unverbindliche Zolltarifauskunft für Umsatzsteuerzwecke
Eine unverbindliche Zolltarifauskunft für Umsatzsteuerzwecke (kurz: uvZTA) ist für den Wirtschaftsbeteiligten (bzw. das Finanzamt) geschaffen worden, um die Zweifel, ob die beantragte Ware einem ermäßigten Umsatzsteuersatz unterliegt oder nicht, auszuräumen.

## Steuerbegünstigte Umsätze
Für bestimmte Waren des täglichen Bedarfs hat der Gesetzgeber eine steuerliche Vergünstigung vorgesehen. Derartige Waren unterliegen einem ermäßigten Umsatzsteuersatz. Der ermäßigte Umsatzsteuersatz beträgt derzeit 7 %. Diesen ermäßigten Satz unterliegen nur Waren, die in der Anlage 2 zu § 12 Abs. 2 Nr. 1 und 2 UStG ausdrücklich und abschließend genannt sind. Dazu gehören z. B. bestimmte Lebensmittel wie Fleisch, Fisch, Milch, Gemüse und Früchte, Kaffee, Tee, Getreide, aber auch Blumen, Bücher, Zeitungen, Kunstgegenstände und Sammlungsstücke.

Die Steuerermäßigung gilt für Lieferungen, die Einfuhr aus Drittländern, den innergemeinschaftlichen Erwerb und Vermietungen.

Alle anderen Waren, die nicht von der vorstehend genannten Anlage genannt sind, unterliegen dem gegenwärtigen Regelsteuersatz von 19 %.

## Abgrenzung der begünstigten Waren nach dem Zolltarif
Der Umfang der steuerbegünstigten Waren ergibt sich aus der Warenbezeichnung der vorstehend genannten Anlage 2 des UStG in Verbindung mit der jeweils in Spalte 3 genannten Nomenklatur des Gemeinsamen Zolltarifs der Europäischen Gemeinschaft. Ist eine Ware von der in Spalte 3 genannten Nomenklatur erfasst, so unterliegt die Ware automatisch dem ermäßigten Umsatzsteuersatz. Für die Einreihung dieser Waren in den Zolltarif gelten dabei ausschließlich die zolltarifrechtlichen Einreihungsregeln.

## Erteilungsvoraussetzungen
Eine uvZTA wird nur auf Antrag mittels gültigem Vordruck erteilt.
Der Antrag muss sich auf Lieferungen oder einen innergemeinschaftlichen Erwerb beziehen. Für eine Einfuhr ist eine verbindliche Zolltarifauskunft zu beantragen.

## Gültigkeit
Für die Gültigkeit einer uvZTA gibt es keine speziellen Regelungen. Eine uvZTA wird erst ungültig, wenn sich die zugrunde liegende zolltarifliche Einreihung oder der in der Auskunft ausgewiesene Umsatzsteuersatz ändert. In diesen Fällen haben die Finanzbehörden den Inhaber der uvZTA über das Ungültigwerden unterrichten.

## Zuständigkeit
uvZTA können bei dem jeweils zuständigen Dienstsitz des Bildungs- und Wissenschaftszentrums der Bundesfinanzverwaltung eingeholt werden.

Zuständig ist das:
| Bildungs- und Wissenschaftszentrums der Bundesfinanzverwaltung           | Zuständige Kapitel der Kombinierten Nomenklatur |
| ------------------------------------------------------------------------ | --- |
| Dienstsitz Berlin, Grellstraße 18, 24, 10409 Berlin                      | Waren der Kapitel 10, 11, 20, 22, 23, 90 bis 92, 94, 96 ohne Position 9619 und zu Waren der Positionen 4412, 8442, 8443, 8469 bis 8473, 8480 bis 8484, 8501 bis 8504, 8523, 8535 bis 8538 und 8543 (sofern Abgrenzung zu Kapitel 90) und 8544 der Kombinierten Nomenklatur |
| Dienstsitz Frankfurt am Main, Gutleutstraße 185, 60327 Frankfurt am Main | Waren der Kapitel 25, 32, 34 bis 37 (ohne Positionen 3505 und 3506), 41 bis 43, 50 bis 70 und 86 bis 89 der Kombinierten Nomenklatur |
| Dienstsitz Hamburg, Baumacker 3, 22523 Hamburg                           | Waren der Kapitel 2, 3, 5, 9, 12 bis 16, 18, 24 und 27, der Positionen 3505 und 3506 sowie der Kapitel 38 bis 40, 45, 46, 95 und 97 der Kombinierten Nomenklatur |
| Dienstsitz Köln, Merianstraße 110, 50765 Köln                            | Waren der Kapitel 17, 26, 28 bis 31, 33, 47 bis 49, 71 bis 83 und 93 sowie Position 9619 der Kombinierten Nomenklatur |
| Dienstsitz München, Lilienthalstraße 3, 85570 Markt Schwaben             | Waren der Kapitel 1, 4, 7, 8, 19 und 21 der Kombinierten Nomenklatur |
| Dienstsitz München, Sophienstraße 6, 80333 München                       | Waren der Kapitel 6, 44 (ohne Position 4412), der Positionen 8401 bis 8441, 8444 bis 8468, 8474 bis 8479, 8485 bis 8487, 8505 bis 8522, 8524 bis 8534, 8539 bis 8542 sowie 8543 (ausgenommen Abgrenzung zu Kapitel 90) der Kombinierten Nomenklatur                        |

## Gebühren
uvZTA werden grundsätzlich gebührenfrei erteilt. Sollte für die Erteilung einer uvZTA eine Warenanalyse nötig sein, welche zu Auslagen für die Zollbehörden führen würde, so ist die Warenanalyse von der vorherigen Abgabe einer Kostenübernahmeerklärung abhängig.